# Hyde Road (stadion piłkarski)
Hyde Road – nieistniejący stadion piłkarski w Manchesterze, w Wielkiej Brytanii. Swoje mecze rozgrywał na nim zespół Manchester City (do 1894 roku funkcjonujący pod nazwą Ardwick). 
Pierwszy mecz na Hyde Road odbył się 17 września 1887 roku. W 1904, po kilku modernizacjach, obiekt osiągnął ostateczną pojemność 40 000 miejsc; posiadał trzy trybuny. Rok później odbył się na nim mecz półfinałowy Pucharu Anglii pomiędzy Newcastle United a The Wednesday.
Oficjalną, rekordową frekwencję (41 709 widzów) zanotowano 1 lutego 1912 w meczu 2. rundy Pucharu Anglii, w którym zmierzyły się zespoły Manchesteru City i Sunderlandu. 
W 1920 w wyniku pożaru zniszczeniu uległa główna trybuna, a obiekt nie nadawał się do dalszej rozbudowy. W efekcie, dwa lata później zarząd klubu podjął decyzję o wybudowaniu nowego stadionu. Ostatni, ligowy mecz na Hyde Road rozegrano 28 kwietnia 1923 roku.